# Kubische kromme van Lucas

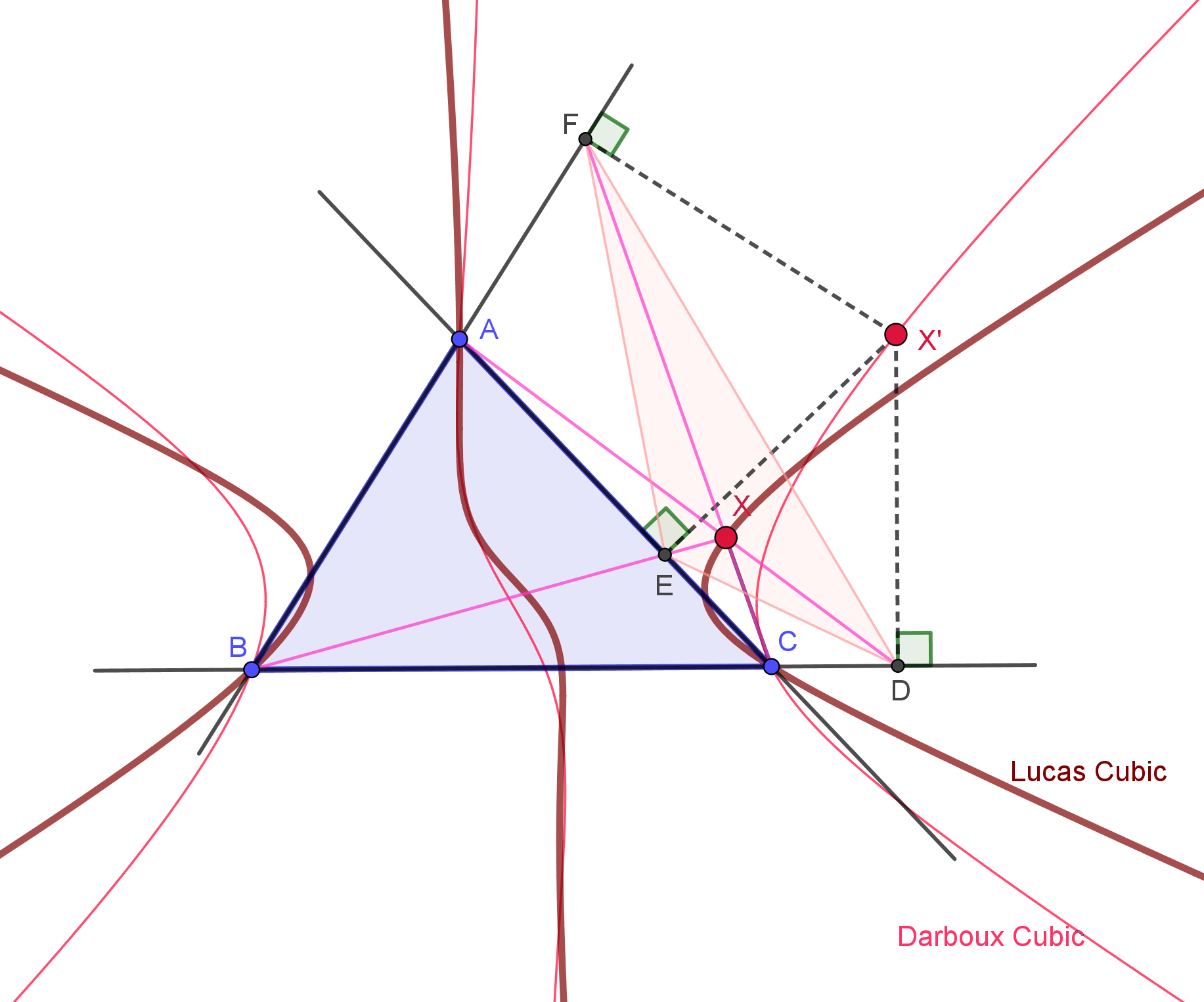
Kubische kromme van Lucas en Darboux.

De kubische kromme van Lucas is de gepivoteerde isotomische kubische kromme in het vlak van een gegeven driehoek ABC met het isotomische verwante punt van het hoogtepunt van ABC als pivot. Het isotomische verwante punt van het hoogtepunt van ABC is een driehoekscentrum van ABC en heeft kimberlingnummer X(69).

## Vergelijking
In barycentrische coördinaten is de vergelijking van de kubische kromme van Lucas, gebruikmakend van conway-driehoeknotatie:
{\displaystyle S_{A}x(y^{2}-z^{2})+S_{B}y(z^{2}-x^{2})+S_{C}z(x^{2}-y^{2})=0.}

## Eigenschappen
- De kubische kromme van Lucas is de meetkundige plaats van punten met een ceva-driehoek is die tevens een voetpuntsdriehoek is. De punten die de voetpuntsdriehoek leveren liggen op de kubische kromme van Darboux.
- De kubische kromme van Lucas is het anticomplement van de kubische kromme van Thomson.
- De kubische kromme van Lucas is gesloten onder ceva-cirkel-verwantschap.

## Punten op de kromme
- Het zwaartepunt en de hoekpunten van diens anti-ceva-driehoek
- Het hoogtepunt
- Het punt van De Longchamps
- Het punt van Gergonne
- Het punt van Nagel
- Het driehoekscentrum X(69)
- De brandpunten van Steiners omgeschreven ellips

## Verwijzingen
- (en)  Cubics in the Triangle Plane. K007 Lucas cubic = pK(X2,X69)